# Chrysotimus obscurus
Chrysotimus obscurus är en tvåvingeart som beskrevs av Robinson 1967. Chrysotimus obscurus ingår i släktet Chrysotimus och familjen styltflugor. Inga underarter finns listade i Catalogue of Life.